# Campeonato Mundial de Halterofilismo de 2021 - Até 67 kg masculino
A categoria até 67 kg masculino foi um evento do Campeonato Mundial de Halterofilismo de 2021, disputado em Tasquente, no Uzbequistão, entre 9 e 10 de dezembro de 2021. 

## Calendário
Horário local (UTC+5)
| Dia            | Horário | Fase    |
| -------------- | ------- | ------- |
| 9 de dezembro  | 10:30   | Grupo C |
| 10 de dezembro | 13:00   | Grupo B |
| 10 de dezembro | 16:00   | Grupo A |

## Medalhistas
| Evento    | Ouro                 | Ouro   | Prata                    | Prata  | Bronze                   | Bronze |
| --------- | -------------------- | ------ | ------------------------ | ------ | ------------------------ | ------ |
| Arranque  | Zulfat Garaev (FRH)  | 146 kg | Doston Yokubov (UZB)     | 144 kg | Talha Talib (PAK)        | 143 kg |
| Arremesso | Doston Yokubov (UZB) | 180 kg | Francisco Mosquera (COL) | 179 kg | Adkhamjon Ergashev (UZB) | 174 kg |
| Total     | Doston Yokubov (UZB) | 324 kg | Francisco Mosquera (COL) | 316 kg | Zulfat Garaev (FRH)      | 315 kg |

## Recordes
Antes desta competição, o recorde mundial da prova era o seguinte:
| Recorde         | Tipo      | Atleta             | Peso   | Local   | Data                   |
| Recorde Mundial | Arranque  | Huang Minhao (CHN) | 155 kg | Tóquio  | 6 de julho de 2019     |
| Recorde Mundial | Arremesso | Pak Jong-ju (PRK)  | 188 kg | Pattaya | 20 de setembro de 2019 |
| Recorde Mundial | Total     | Chen Lijun (CHN)   | 339 kg | Liampó  | 21 de abril de 2019    |

## Resultado
Os resultados foram os seguintes. 
| Pos.              | Atleta                       | Grupo | Arranque (kg) | Arranque (kg) | Arranque (kg) | Arranque (kg)     | Arremesso (kg) | Arremesso (kg) | Arremesso (kg) | Arremesso (kg)    | Total |
| Pos.              | Atleta                       | Grupo | 1             | 2             | 3             | Resultado         | 1              | 2              | 3              | Resultado         | Total |
| ----------------- | ---------------------------- | ----- | ------------- | ------------- | ------------- | ----------------- | -------------- | -------------- | -------------- | ----------------- | ----- |
| Medalha de ouro   | Doston Yokubov (UZB)         | A     | 140           | 143           | 144           | Medalha de prata  | 172            | 176            | 180            | Medalha de ouro   | 324   |
| Medalha de prata  | Francisco Mosquera (COL)     | A     | 137           | 141           | 141           | 6                 | 175            | 179            | 181            | Medalha de prata  | 316   |
| Medalha de bronze | Zulfat Garaev (FRH)          | A     | 142           | 146           | 148           | Medalha de ouro   | 165            | 169            | 169            | 7                 | 315   |
| 4                 | Anucha Doungsri (THA)        | A     | 136           | 138           | 140           | 5                 | 170            | 174            | 178            | 4                 | 312   |
| 5                 | Valentin Genchev (BUL)       | A     | 132           | 135           | 137           | 10                | 168            | 173            | 176            | 5                 | 308   |
| 6                 | Adkhamjon Ergashev (UZB)     | A     | 134           | 139           | 140           | 11                | 168            | 174            | 177            | Medalha de bronze | 308   |
| 7                 | Jeremy Lalrinnunga (IND)     | B     | 136           | 136           | 141           | 4                 | 164            | 168            | 168            | 10                | 305   |
| 8                 | Jair Reyes (ECU)             | B     | 130           | 134           | 134           | 14                | 164            | 168            | 172            | 6                 | 302   |
| 9                 | Acorán Hernández (ESP)       | A     | 136           | 140           | 140           | 7                 | 160            | 164            | 167            | 12                | 300   |
| 10                | Mohammad Yasin (INA)         | B     | 130           | 130           | 135           | 9                 | 160            | 164            | 167            | 11                | 299   |
| 11                | Nawaf Al-Mazyadi (KSA)       | B     | 127           | 131           | 135           | 12                | 160            | 165            | 165            | 9                 | 296   |
| 12                | Joseph Edidiong (NGR)        | C     | 125           | 130           | 135           | 8                 | 155            | 160            | 160            | 13                | 295   |
| 13                | Triyatno (INA)               | B     | 125           | 131           | 131           | 13                | 160            | 165            | 165            | 14                | 291   |
| 14                | Yusuf Fehmi Genç (TUR)       | B     | 125           | 128           | 130           | 16                | 160            | 160            | 165            | 8                 | 290   |
| 15                | Hu Jyun-siang (TPE)          | B     | 118           | 123           | 126           | 17                | 160            | 160            | 160            | 15                | 283   |
| 16                | Ishimbek Muratbek Uulu (KGZ) | B     | 114           | 118           | 121           | 20                | 153            | 158            | 163            | 16                | 279   |
| 17                | Dave Pacaldo (PHI)           | B     | 123           | 123           | 123           | 18                | 155            | 155            | 160            | 17                | 278   |
| 18                | Petr Petrov (CZE)            | B     | 122           | 126           | 126           | 19                | 150            | 154            | 157            | 18                | 276   |
| 19                | Víctor Castro (ESP)          | B     | 122           | 127           | 130           | 15                | 148            | 153            | 153            | 19                | 275   |
| 20                | Elzar Taiirov (KGZ)          | C     | 115           | 115           | 120           | 22                | 135            | 140            | 145            | 20                | 260   |
| 21                | Manoj Wijesinghe (SRI)       | C     | 110           | 110           | 113           | 23                | 138            | 141            | 145            | 21                | 254   |
| 22                | Kamal Egodawatta (SRI)       | C     | 112           | 115           | 117           | 21                | 138            | 138            | 140            | 22                | 253   |
| 23                | Ibrahim Nsubuga (UGA)        | C     | 85            | 85            | 93            | 24                | 110            | 110            | 115            | 23                | 200   |
| —                 | Talha Talib (PAK)            | A     | 143           | 146           | 147           | Medalha de bronze | 165            | 165            | 165            | —                 | —     |
| —                 | Luis Javier Mosquera (COL)   | A     | 145           | 145           | 145           | —                 | —              | —              | —              | —                 | —     |